# Rudolf Straube
Rudolf Straube   (Trzebnica, 5 de desembre de 1717 - Londres, c. 1785) va ser un llaütista i compositor alemany. Fill d'un cantor, Rudolf Straube va ingressar a la Universitat de Leipzig el 1740, rebent lliçons dels millors músics de la ciutat. A partir de 1750 va viatjar per Europa, establint-se finalment a Londres el 1759, on va viure fins a la seva mort el 1785.

## Obres
Les composicions que ens han arribat són poques.
- Tres sonates per a guitarra amb clavicèmbal o violoncel, publicades per Rauche a Londres el 1768.
- Dues sonates per a llaüt sol (1746).